# Dornburg, Hessen
Dornburg är en kommun i Landkreis Limburg-Weilburg i Regierungsbezirk Gießen i förbundslandet Hessen i Tyskland. Kommunen bildades 1 februari 1971 genom en sammanslagning av de tidigare kommunerna Frickhofen, Dorndorf und Wilsenroth samt 31 december 1971 Thalheim  Langendernbach uppgick i kommunen 1 juli 1974